# Георгадзе, Арчил Дмитриевич
Георгадзе Арчил Дмитриевич (1 ноября 1896 — 6 июля 1977) — советский государственный и партийный деятель.

## Биография
- Член партии РКП(б) с 1918. Находился на партийной работе.
- 1937—1943 — заведующий Отделом народного образования Исполнительного комитета Тбилисского городского Совета.
- 1943—1945 — работа в редакции газеты «Заря Востока» в должности заместителя ответственного редактора.
- С 1945 уполномоченный ВЦСПС по Грузинской ССР.
- 15 апреля 1953—1954 — Председатель Верховного Совета Грузинской ССР.
- с 1960 на пенсии.

## Награды
- Орден Красной Звезды
- Орден «Знак Почёта»